# Zeche Große Bovermannswiese
Die Zeche Große Bovermannswiese ist ein ehemaliges Steinkohlenbergwerk in Essen-Werden-Hamm. Das Bergwerk war auch unter dem Namen Zeche Große Bovelsmannswiese bekannt. Die Zeche wurde während ihrer Betriebszeit mehrmals stillgelegt und wieder neu in Betrieb genommen.

## Bergwerksgeschichte
In den Jahren 1793, 1795 und 1798 erfolgten mehrere Verleihungen. Im Jahr 1832 wurde ein gemeinsamer Stollen mit der Zeche Quetterbank betrieben. Es wurden zunächst Schürfarbeiten durchgeführt, ab Mai desselben Jahres wurde die Zeche Große Bovermannswiese stillgelegt. Nachdem im Jahr 1840 das Flöz Mutter durch den gemeinschaftlichen Stollen aufgeschlossen worden war, wurde das Bergwerk im September desselben Jahres wieder in Betrieb genommen. Im selben Jahr wurde mit dem Abbau begonnen und es wurde eine Kohlenniederlage an der Ruhr erstellt. Am 6. Juni des Jahres 1846 wurde die Zeche Große Bovermannswiese wegen Absatzmangels erneut stillgelegt. Am 14. Juni des Jahres 1849 wurden zwei Längenfelder verliehen.
Im Jahr 1850 war die Zeche wieder in Betrieb. Ab dem 3. Quartal des Jahres 1853 ging die Zeche erneut in Förderung. Im Jahr 1859 kam es durch einen Wolkenbruch zur Überschwemmung der Grubenbaue. Im Jahr 1860 war die Zeche nachweislich in Betrieb, im selben Jahr wurde ein Schacht geteuft. Nachdem das Bergwerk in den Jahren 1861 bis 1869 in Betrieb war, wurde es 1870 endgültig stillgelegt. Am 1. September des Jahres 1873 kam es zur Konsolidation mit weiteren Zechen zur Zeche Kaiserin Augusta.

### Förderung und Belegschaft
Die ersten Förderzahlen des Bergwerks stammen aus dem Jahr 1841, in diesem Jahr wurden 7697 preußische Tonnen Steinkohle gefördert. Im Jahr 1842 sank die Förderung auf 4105 preußische Tonnen. Im Jahr 1845 wurden 136.675 Scheffel Steinkohle gefördert. Im Jahr 1846 sank die Förderung auf 5692 Scheffel. Im Jahr 1858 Förderanstieg auf 13.181 Scheffel Steinkohle. Die ersten Belegschaftszahlen sind für das Jahr 1861 benannt, in diesem Jahr wurden mit zehn Bergleuten 4598 preußische Tonnen Steinkohle gefördert. Im Jahr 1867 wurden mit sechs Bergleuten 400 Tonnen Steinkohle gefördert. Die letzten bekannten Förder- und Belegschaftszahlen des Bergwerks stammen aus dem Jahr 1869, in diesem Jahr wurden mit fünf Bergleuten 288 Tonnen Steinkohle gefördert.